# 오모이데 브레이커
오모이데 브레이커(일본어: 想い出ブレイカー)는 2014년 9월 17일에 발매된  리드(Lead)의 24번째 싱글이다.

## 트랙 리스트

### 초회반A
1. 오모이데 브레이커
2. Summer Love Story
3. 君と歩く未来(그대와 내가 걷는 미래)
4. 오모이데 브레이커 (Instrumental)
5. Summer Love Story (Instrumental)
6. 君と歩く未来(그대와 내가 걷는 미래) (Instrumental)

### 초회반B
1. 오모이데 브레이커
2. Summer Love Story
3. Fairy tale
4. 오모이데 브레이커(Instrumental)
5. Summer Love Story(Instrumental)
6. Fairy tale (Instrumental)

### 초회반C
1. 오모이데 브레이커
2. Summer Love Story
3. 線香花火(선향불꽃)
4. 오모이데 브레이커 (Instrumental)
5. Summer Love Story(Instrumental)
6. 線香花火(선향불꽃) (Instrumental)

### 통상반
1. 오모이데 브레이커
2. Summer Love Story
3. 오모이데 브레이커 (Instrumental)
4. 線香花火(선향불꽃) (Instrumental)

## 차트
- 오리콘차트 4위를 기록하였다.(2014/9/29)